# 김요섭
김요섭(金耀燮, 1927년 4월 6일~1997년 11월 3일)은 대한민국의 시인·아동문학가이다. 본관은 (구)안동(安東)이고 호는 묵산(墨山)이다.

## 생애
함경북도 청진(淸津) 나남구역(羅南區域)에서 출생하여 지난날 한때 함경북도 경성군 어랑면에서 잠시 유아기를 보낸 적이 있다. 1941년 《매일신보》 신춘문예에 동화 《고개 너머 선생》이 당선 되었으며, 이어 《연》 《은행잎 편지》를 발표하였다. 한국의 안데르센이라고 불릴 만큼 동화창작에 뛰어난 것으로 평가를 받고 있다. 1945년 8.15 광복 후 이듬해 1946년 월남하였고 1947년 시 《수풀에서》가 동인지 《죽순(竹筍)》에 추천됨으로써 문단에 데뷔했다.
1957년 마해송(馬海松)·강소천(姜小泉) 등과 의기상투하여 한국동화작가협회를 발족하고 1961년 자매학교 결연운동을 벌였으며 1965년 소천(小泉)문학상, 1987년 대한민국국문학상 등을 받았다. 1970년 계간지 《아동문학사상》을 발행하였다. 동화집으로 《오, 멀고 먼 나라여》 《깊은 밤 별들이 울리는 종》 《날아다니는 코끼리》 등 30여 권이 있다. 시집으로 《체중(體重)》 《빛과의 관계》 《달을 몰고 다니는 진흙의 거인》 등이 있다.